# Blanka av Navarra (1177-1229)
Blanka av Navarra, född 1177, död 1229, var grevinna av Champagne som gift med greve Thibaut III av Champagne. Hon var regent i Champagne som förmyndare för sin son Thibaut IV av Champagne mellan 1201 och 1222. Hennes son ärvde kungariket Navarra efter hennes bror genom henne år 1234. 
Hon beskrivs som en effektiv och framgångsrik regent. Hon säkerställde fred utåt genom att sluta ett avtal som gav henne beskydd från kungen, stärkte centralmakten i Champagne genom att binda sina vasaller vid skrivna trohetseder snarare än enbart muntliga, och vann tronföljdskriget som bröt ut under hennes regeringstid då hennes makes brors barn ifrågasatte hennes sons rätt till tronen. 